# Gnaviyani

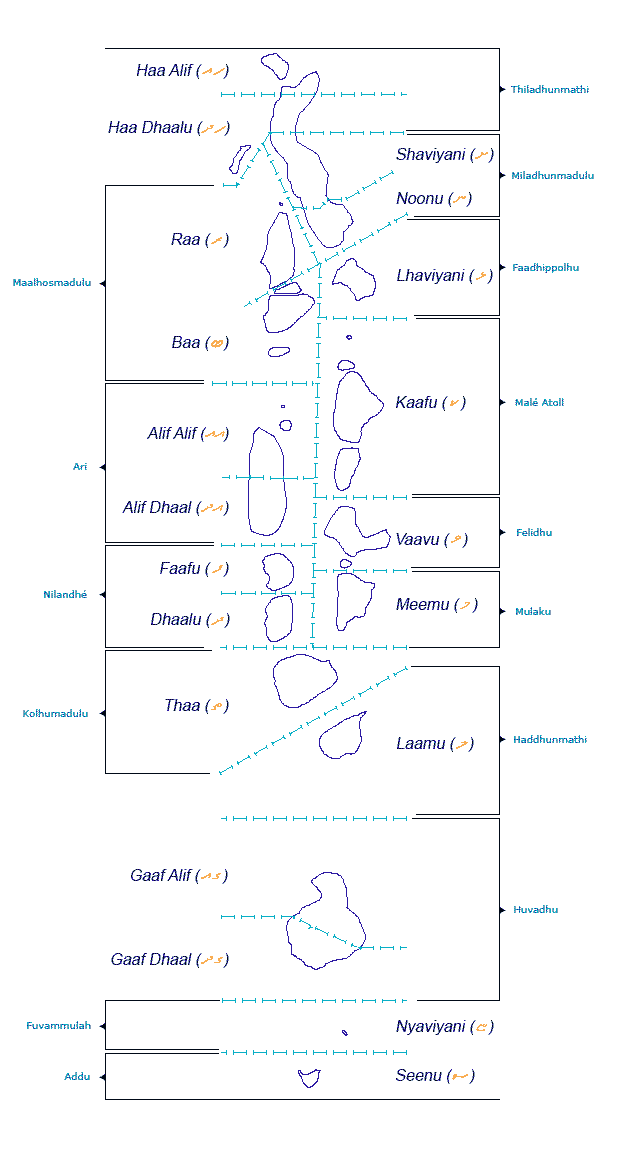
Podział administracyjny Malediwów

Gnaviyani – atol administracyjny, jedna z 21 jednostek administracyjnych Malediwów. Oficjalna nazwa to: Fuvahmulah.

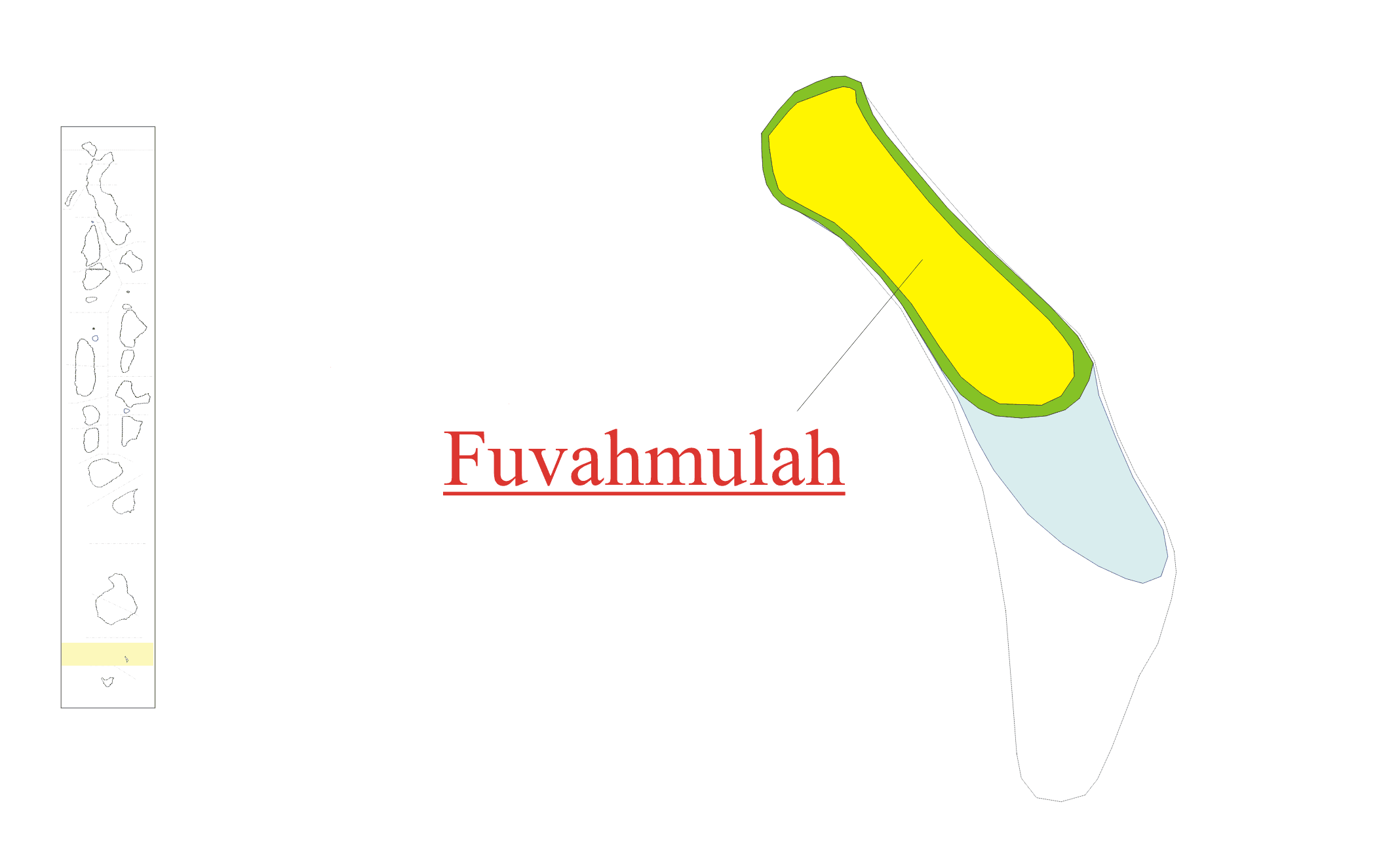
Gnaviyani

Obejmuje swym terytorium atol Fuvammulah, a jego stolicą jest Fuvammulah (miasto). W 2006 zamieszkiwało tutaj 7636 osób.